# The Canadian Amateur
The Canadian Amateur (TCA) (deutsch „Der kanadische Amateur“) ist eine kanadische Zeitschrift für Amateurfunk.
Sie erscheint zweimonatlich in englischer und französischer Sprache und wird von den Radio Amateurs of Canada (RAC), der nationalen Vereinigung der Funkamateure in Kanada, mit Sitz in Ottawa, herausgegeben.
Der TCA ist Kanadas führendes Amateurfunkmagazin und zugleich die Mitgliederzeitschrift des nationalen Amateurfunkverbands RAC. Er ist sowohl als Druckerzeugnis (Print) als auch als digitale Version (eTCA) erhältlich. Mitglieder der RAC erhalten TCA automatisch. Ein Abonnement von TCA bedeutet gleichzeitig auch die Mitgliedschaft bei den RAC.
Auf 64 Seiten pro Ausgabe und mit einer Auflage von rund 4500 bietet TCA Neuigkeiten und Informationen zur kanadischen Amateurfunkszene. Dazu gehören Mitgliederaktivitäten, Amateurfunkwettbewerbe, Aktionen wie SOTA und „DXpeditionen“. Ferner widmet er sich den typischen technischen Themen wie Sende- und Empfangstechnik, Testberichte und Bauanleitungen zu Antennen. Auch gibt es Veranstaltungskalender, Meinungsbilder, Reportagen von und über Mitglieder sowie Berichte auch zu regulatorischen Fragen.